# Fabio Ochoa Vásquez
Fabio Ochoa Vásquez (Medellín, 2 maggio 1957) è un criminale colombiano. 
Assieme ai fratelli maggiori Juan David e Jorge Luis, fu un noto narcotrafficante e socio del Cartello di Medellín, attività che lo rese milionario in brevissimo tempo. Dopo un breve periodo di carcere in Colombia a seguito della resa e la trattativa con il Governo, fu arrestato nel 1999 ed estradato negli Stati Uniti, dove ha scontato 25 anni di reclusione sui 30 previsti quando è stato liberato nel dicembre 2024.

## Biografia

### Primi anni
Nacque a Medellin nel 1957. Negli anni '70 e primi anni '80 visse a Miami, Florida, dove si ipotizza abbia gestito un grosso traffico di cocaina dell'ordine di migliaia di chili. Fu incriminato dal governo statunitense per la prima volta nel 1984, e nel 1986 venne presumibilmente coinvolto nell'omicidio di Barry Seal, un pilota del Cartello, poi diventato informatore per il dipartimento antidroga americano della DEA. Nel 1987 la rivista Forbes lo inserisce nella classifica dei venti uomini più ricchi del mondo, con patrimonio stimato intorno ai tre miliardi di dollari, lista in cui rimase fino al 1992. Il New York Times riportò che durante quel periodo poteva essere considerato l'amministratore degli affari di famiglia.

### Carcere
Nel 1991, Fabio Ochoa Vásquez e i suoi fratelli si consegnarono alle autorità colombiane, sperando in questo modo di evitare una guerra aperta con il Governo, e ottenere una soluzione tramite un patteggiamento. Rimasero in carcere per circa cinque anni e rilasciati nel 1996 e, poiché in quel periodo non era attivo alcun trattato di estradizione tra la Colombia e gli Stati Uniti, come parte del patteggiamento, si assicurarono che non sarebbero stati estradati nemmeno in futuro.
Dopo il rilascio, fu arrestato nuovamente nel 1999 in quanto accusato di fornire informazioni e ricevere pagamenti per il commercio di cocaina. Nonostante una campagna di lobby, nel settembre 2001 venne estradato negli Stati Uniti e condannato nel 2003 per associazione a delinquere, traffico e distribuzione di droga ad una pena di 30 anni di reclusione in un carcere federale. Dopo l'incarcerazione, il Governo colombiano sequestrò le sue proprietà, incluse fattorie e imprese, per un valore di diversi milioni di dollari americani. Dopo aver scontato 25 anni in un carcere statunitense è stato infine liberato nel dicembre 2024 e nuovamente trasferito in Colombia da uomo libero.

## Nella cultura di massa
- Il personaggio di Julio Motoa nella serie TV colombiana Pablo Escobar: El Patrón del Mal si basa su Fabio Ochoa Vazquez.[7]
- Ochoa Vásquez è un personaggio della serie Narcos di Netflix, interpretato dall'attore Roberto Urbina.